# Sardashtita
La sardashtita és un mineral de la classe dels sulfurs.

## Característiques
La sardashtita és una sulfosal de fórmula química Ag₉Cu2.5Pb41Sb36.5As₇S112. Va ser aprovada com a espècie vàlida per l'Associació Mineralògica Internacional l'any 2023, i encara resta pendent de publicació. Cristal·litza en el sistema monoclínic.
L'exemplar que va servir per a determinar l'espècie, el que es coneix com a material tipus, es troba conservat a les col·leccions del departament mineralògic-petrogràfic del Museu d'Història Natural de Viena (Àustria), amb el número de catàleg: o 2597.

## Formació i jaciments
Va ser descoberta al dipòsit de Barika, situat al comtat de Sardasht (Azerbaidjan Occidental, Iran). Aquest indret és l'únic a tot el planeta on ha estat descrita aquesta espècie mineral.